# Карнавал (телесеріал)
«Карнавал» (англ. Carnivàle) — американський телесеріал, події якого відбуваються в США в часи Великої Депресії та Курного Котла. Показуючи життя двох принципово відмінних груп людей, ця масштабна історія зображує битву між добром та злом, а також боротьбу між свободою волі та долею.

## Сюжет
Події серіалу відбуваються на тлі Великої Депресії та Курного Котла 1934-35 років і включає в себе дві основні сюжетні лінії, які поступово сходяться. Перша описує молодого чоловіка за ім'ям Бен Хоукінс із надзвичайними цілющими здатностями, який приєднується до мандрівного цирку «Карнавал», коли той проїздив біля його дому. З плином часу у Бена починаються сюрреалістичні сни та бачення, які приводять його на шлях людини на ім'я Генрі Скаддер, бродяги що зіткнувся з цирком «Карнавал» за багато років до цього, і, швидше за все, який володів схожими з Беновими надзвичайними здібностями.
Друга сюжетна лінія обертається навколо методистського проповідника отця Кофліна, що нагадує «брата» Джастіна Кроу, який живе зі своєю сестрою Айріс в Каліфорнії. Він розділяє пророчі сни Бена і поступово усвідомлює всю силу своїх неземних властивостей, які підкорюють людей і перетворюють їхні гріхи та найгірші вчинки на жахливі видіння. Впевнений, що здійснює роботу Бога, брат Джастін здійснює все жахливіші вчинки.

## Виробництво

### Концепція
Деніель Науф задумав початковий варіант сценарію в період між 1990 та 1992 роками, коли відчув незадоволення своєю роботою агента з медичного страхування в Каліфорнії і почав мріяти про кар'єру сценариста. Він завжди цікавився карнавалами і помітив, що ця тема рідко згадувалась в кінематографі. Історія, що в нього вийшла та його підхід до циркових потвор значною мірою базуються на особистому досвіді Науфа, який виріс поряд з батьком-інвалідом, що так і не став повноцінним членом суспільства.